# Курейши
Курейши (на арабски قريش) е арабско племе в град Мека, от което произлиза Мохамед, основоположникът на исляма. През 6 век то установява практически контрол над града и негови представители играят важна роля в ранния период от ислямската история.
По времето на Мохамед племето на курейшите се дели на 10 рода:
- Бану Хашим
- Бану Омаяд
- Бану Махзум
- Бану Зухра
- Бану Таим
- Бану Ади
- Бану Асад
- Бану Сахм
- Бану Абдулар
- Бану Джумах

Традиционните вражди между родовете се изострят по времето на Мохамед и след неговата смърт. Самият той е от клана Бану Хашим. Първоначално повечето членове на племето са враждебно настроени към исляма, което принуждава мюсюлманите да се преселват към Етиопия, а по-късно самият Мохамед заминава за Медина.
След като Мека се предава на мюсюлманите през 630, представители на всички кланове се включват в ранната експанзия на ислямската държава. Въпреки това враждите между тях не изчезват. В основата на разцеплението на исляма на сунизъм и шиизъм стои съперничеството между халифите Осман ибн Афан и Муауия от клана Бану Омаяд и Али ибн Аби Талиб и неговите наследници от клана Бану Хашим.